# Ferrero (azienda)
Ferrero International S.A., semplicemente conosciuta Ferrero, è un'azienda multinazionale italiana con sede in Lussemburgo specializzata in prodotti dolciari. Venne fondata da Pietro Ferrero, il fratello Giovanni Ferrero e dalla moglie Piera Cillario nel 1946 ad Alba (CN), sede di Ferrero S.p.A., holding delle attività italiane del Gruppo.
Con un fatturato di 17 miliardi di euro nel 2023, è il terzo gruppo a livello mondiale nel mercato del chocolate confectionery. Il gruppo è guidato da Giovanni Ferrero e nel 2023 conta più di 47.000 dipendenti in 55 paesi.
Nel 2023, The RepTrak Company (società leader mondiale nella misurazione e gestione della reputazione aziendale) dopo aver realizzato un'indagine in quindici Paesi intervistando più di 80.000 consumatori, ha collocato Ferrero in posizione n.30 tra i marchi più affidabili e con migliore reputazione al mondo (primo marchio del largo consumo) in una classifica dove sul podio si collocano LEGO, Bosch e Rolls-Royce e dove si trovano tra i primi cento posti anche altre imprese italiane come Ferrari (n.13), Pirelli (n.15), Barilla (n.33), Lavazza (n.44) e Armani (n.47).

## Storia

### Gli inizi
Nel 1942 Pietro Ferrero apre un laboratorio per i dolci ad Alba, in via Rattazzi cominciando a perfezionare la crema gianduia inventata a Torino a inizio Ottocento, che utilizzava le nocciole, a seguito dei blocchi all'importazione di prodotti dell'industria britannica ordinati da Napoleone Bonaparte e rimasti in vigore fino al 1813.
Nel 1946 Pietro, all'interno del laboratorio di via Rattazzi, realizza il primo prodotto Ferrero dal nome Pasta Gianduja o anche Giandujot: una tavoletta a base di nocciole ispirata alla nota crema gianduia torinese. Si trattava di un impasto di crema in carta stagnola che si poteva facilmente trasportare per essere tagliato a fette e spalmato sul pane. La crema, infatti, ricordava il sapore dei Giandujotti, anch’essi prodotti a Torino dopo il Blocco Continentale voluto da Napoleone.
Ne produsse una piccola quantità da vendere ai negozianti di Alba, riscuotendo un enorme e inatteso successo dai consumatori.

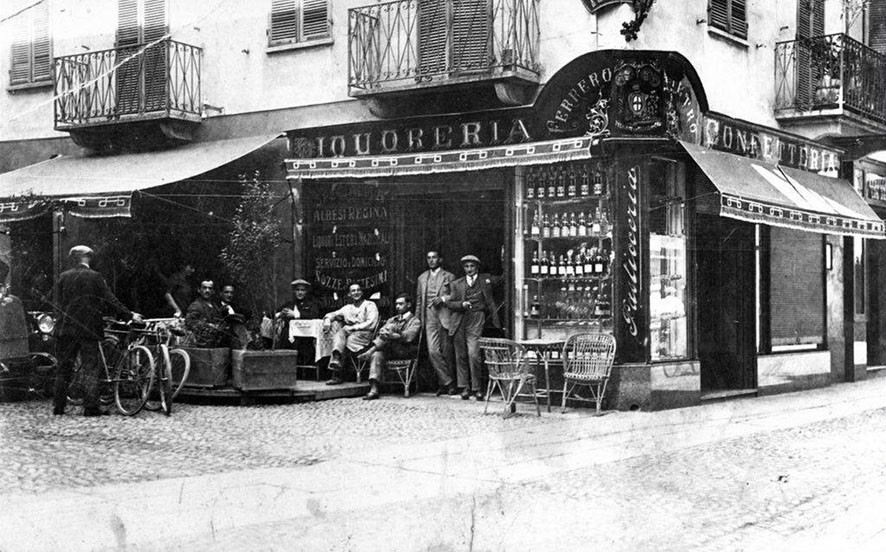
Il primo laboratorio della Ferrero nel centro della città di Alba

Il prodotto era apprezzato ed economico, rispetto al cioccolato vero e proprio: 600 lire al chilo di fronte alle 2.500-3.000 del cioccolato; la richiesta era talmente alta che una produzione artigianale non era più possibile. A febbraio 1946 la produzione fu di 3 quintali e alla fine dello stesso anno aveva raggiunto i 1.111 quintali.
Il 14 maggio 1946 nasce ufficialmente la Ditta Individuale P. Ferrero, fabbrica di cioccolato, torrone e dolciumi vari. La conduzione è familiare e Giovanni Ferrero, il fratello minore di Pietro, si assume l'onere di organizzare la vendita dei prodotti. Invece di affidare la distribuzione ad altri, l'azienda crea una propria rete di distribuzione diretta: dalla fabbrica al rivenditore.
Nel 1944 Pietro Ferrero aveva acquistato un capannone di 5380 m² in via Vivaro, che alla fine del 1946 sarebbe diventato sede della prima vera e propria fabbrica.
Nel settembre del 1948 un'alluvione allaga lo stabilimento che rimane isolato. I dipendenti in prima persona collaboreranno al ripristino della normalità e alla ripresa della produzione. Il 2 marzo del 1949 avviene il primo lutto in azienda: muore Pietro Ferrero.
Nel 1950 entra ufficialmente in azienda Giovanni che diventa socio della Società in nome collettivo P. Ferrero & C. di Cillario Piera vedova Ferrero e Ferrero Michele.
A metà degli anni ’50, un’industria concorrente della Ferrero (la Idam Martesano, di Pozzuolo Martesana) imitò i prodotti della ditta piemontese utilizzando i mezzi di distribuzione di una grande azienda casearia, e cominciò un braccio di ferro con gli avversari. In breve tempo, però, la Ferrero vinse lo scontro, fino al punto da riuscire ad acquisire gli stabilimenti della Martesano.
Nel 1956 la Ferrero apre il primo stabilimento estero, a Stadtallendorf, a 150 km da Francoforte in Germania con 5 dipendenti che presto diverranno 60. Il prodotto principale è la Creamalba e successivamente vi sarà prodotto il cioccolatino Mon chéri.

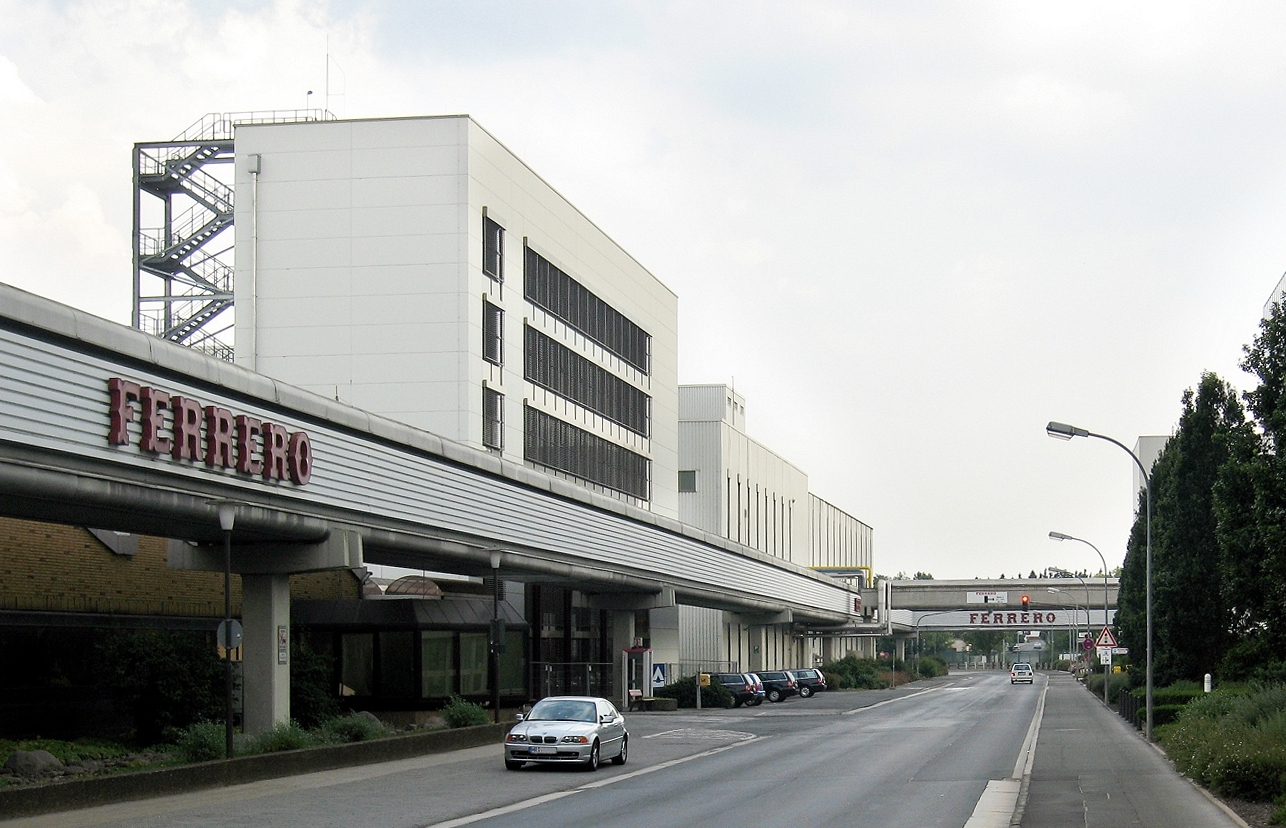
Lo stabilimento di Stadtallendorf, Germania

Nel 1952 la famiglia Ferrero acquista il castello di Cravanzana e ne fa una colonia estiva per i figli dei dipendenti della fabbrica dolciaria. Poi, nel 1955, trasforma il castello nella sede dell'Istituto professionale per l’Agricoltura dell’Alta Langa G. Ferrero.
Nell'ottobre del 1957 muore Giovanni Ferrero e di conseguenza la responsabilità del gruppo passa al nipote Michele Ferrero, il figlio di Pietro. La vedova, Ottavia Amerio, per qualche tempo ancora rimane socia in azienda. Intanto l'azienda si espande e nel 1960 apre il secondo stabilimento italiano a Pozzuolo Martesana, in provincia di Milano. L'anno prima invece, l'azienda aveva rilevato una vecchia fabbrica tessile nel comune francese di Villers-Écalles.

### I primi prodotti e la nascita della Nutella

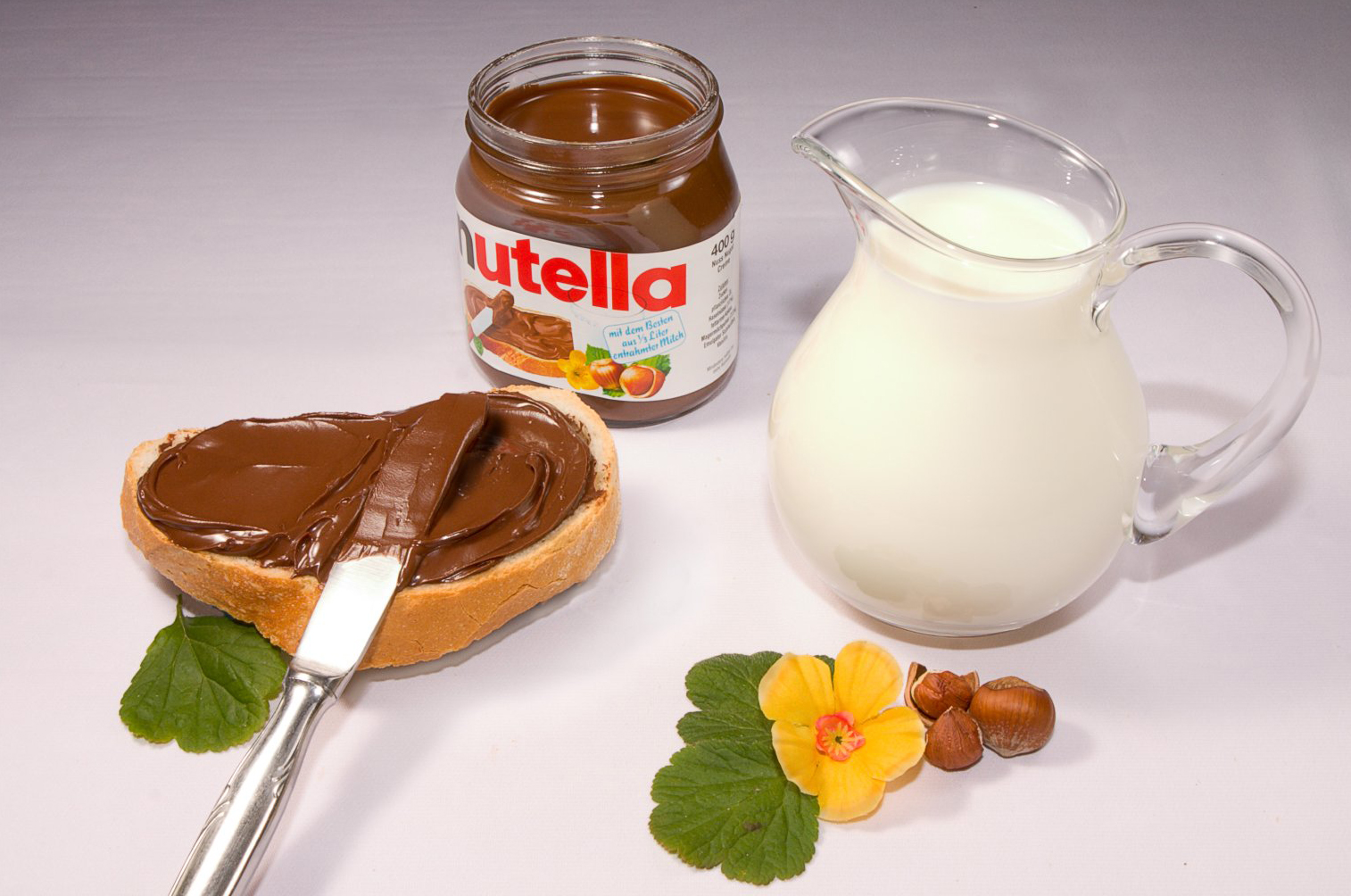
Vasetto di Nutella

Nel 1961 nasce la prima merendina Ferrero, la Brioss, un trancio di pan di Spagna farcito con una confettura di albicocca o ciliegia.
Il 20 aprile 1964 la crema di nocciole Supercrema, che era stata introdotta sul mercato nel 1951, cambia formula, densità e nome. Fu deciso infatti di aggiungere al composto la lecitina di soia, che permette alla crema di rimanere più stabile. 
Il 10 ottobre 1963 lo studio Jacobacci-Casetta di Torino deposita a Roma la domanda di registrazione per marchio d’impresa al ministero dell’Industria per la Nutella. Nasce ufficialmente la Nutella. Tale prodotto accresce il successo dell'industria dolciaria al di fuori dei confini nazionali, giungendo dapprima in Europa e poi in tutto il mondo.
Nel 1964 il centro direzionale viene posto a Pino Torinese. In seguito aprono altri stabilimenti e sedi commerciali nei Paesi Bassi, Belgio, Svizzera, Danimarca e Regno Unito. Nel 1968 viene inaugurata la linea di prodotto Kinder Cioccolato. Sempre nel 1968 nasce il famoso Pocket Coffee, una pralina di cioccolato fondente ripiena di caffè.
L'anno seguente, nel 1969, nascono le caramelle a forma ovale Tic Tac che vengono commercializzate sul mercato americano. A seguito del grande successo del prodotto, Ferrero apre un ufficio di rappresentanza a New York e uno stabilimento di produzione sul suolo americano. A seguire apriranno sedi produttive in Austria, Irlanda, Porto Rico, Ecuador, Hong Kong, Giappone e Australia.
Sempre nel 1969 a Ferrero viene assegnata la massima onorificenza tedesca del settore alimentare-dolciario, il "Goldener Zuckerhut" della rivista tedesca Lebensmittel Zeitung e nel 1973 vince il premio internazionale Kettle Award, della rivista americana Candy Magazine.
Nel 1972 nasce l’Estathé, l’unica bevanda prodotta da Ferrero, seguita nel 1974 dalla linea Kinder, che propone come primo prodotto l’ovetto Kinder Sorpresa.
Il quinquennio 1971-1976 rappresenta il periodo d'oro di Carosello e Ferrero è una delle principali aziende che utilizzano i primi spazi pubblicitari in TV. Per pubblicizzare Nutella viene scelta una serie d'animazione con disegni dei fratelli Toni e Nino Pagot: Il gigante Amico.
Nel 1974 Ferrero apre una nuova sede commerciale a Toronto, in Canada e un nuovo stabilimento produttivo a Lithgow, in Australia.
Dal 1975 al 1985 nascono molti nuovi prodotti della linea Kinder: Kinder Brioss (1975) e Kinder Cereali (1976), Kinder Colazione più (1981) e Kinder Délice (1985).
Nel 1980 nasce Ferrero International, con lo scopo di gestire tutte le società sia dal punto di vista azionario che operativo.
Nel 1982 viene creato il Ferrero Rocher, che diventa subito uno dei prodotti più amati anche grazie ai celebri spot con protagonista il maggiordomo Ambrogio.
Per scelta aziendale, le praline al cioccolato non vengono distribuite durante i mesi estivi, per preservare la freschezza dei prodotti.

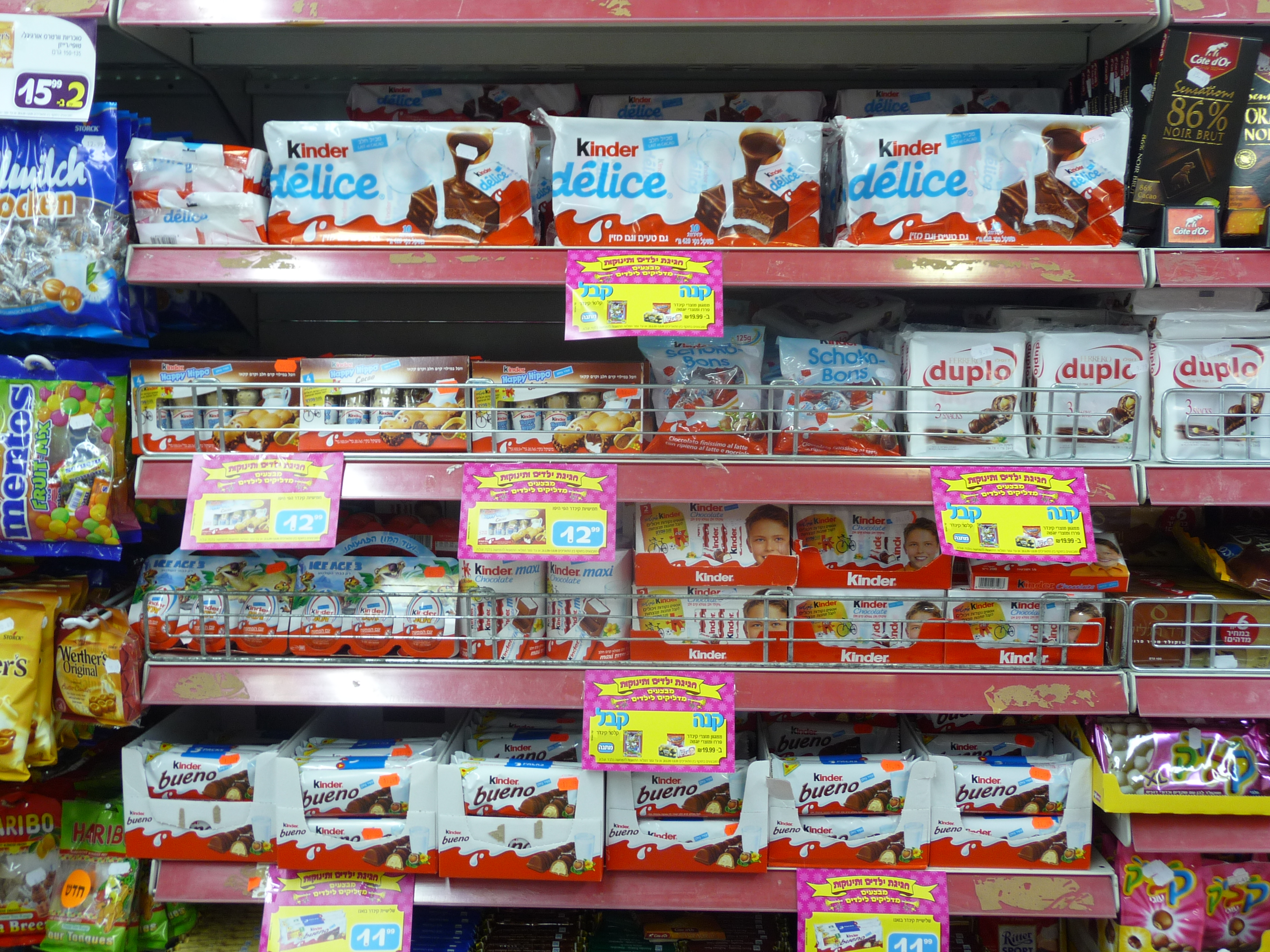
Alcuni prodotti della Ferrero esposti sugli scaffali di un supermercato in Israele nel 2009

Nel 1987 incomincia l'attività produttiva dei nuovi stabilimenti di Balvano, in Basilicata, e di Sant'Angelo dei Lombardi, in Irpinia, entrambi nati coi fondi per la ricostruzione dopo il terremoto del 1980. Seguiranno nel tempo l'apertura di sedi commerciali estere nell'Est dell'Europa: Polonia, Cecoslovacchia, Ungheria. In Polonia viene inaugurato un nuovo stabilimento produttivo a Belsk Duży.
Nel 1988 vengono aperte le società Ferrero Ardennes in Belgio e Ferrero Iberica in Spagna e l’anno successivo nasce Kinder Gran Sorpresa, seguito nel 1990 da Kinder Fetta al Latte, nel 1991 da Kinder Bueno, nel 1992 da Kinder Pinguì e nel 1994 da Kinder Paradiso. 
Nei primi anni ‘90 vengono aperte sedi anche in Messico, Argentina e Brasile.
Nel 1989 Ferrero entra anche nel mercato delle uova di Pasqua con Kinder Gran Sorpresa.
Nel novembre 1994 un'alluvione inonda Alba e nuovamente lo stabilimento piemontese si trova in difficoltà, ma queste sono subito superate grazie anche all'intervento degli stessi dipendenti che in quel momento si trovavano in fabbrica.
Gli investimenti danno i loro frutti: nel 1996 il fatturato globale dell'azienda raggiunge i 7 500 miliardi di lire e i dipendenti superano le 14 000 unità e nello stesso anno, in occasione del cinquantesimo anniversario della nascita della Ferrero, l'azienda pubblica un libro autocelebrativo in cui viene ripercorsa la storia e l'evoluzione del marchio piemontese.
Dal 6 giugno 1997 alla guida dell'azienda subentrano ufficialmente i figli Pietro e Giovanni che diventano Chief executive officer. Approda quindi al comando la "terza generazione imprenditoriale" dei Ferrero.
La crescita economica dell'azienda non si ferma: se nel 2001 il fatturato tocca quota 4 miliardi di euro (con più di 16 000 dipendenti), nel 2006 cresce a 5,6 miliardi di euro e i lavoratori giungono a 19 600 unità. Le società operative sono 36 e gli stabilimenti di produzione 15, l'ultimo dei quali a Brantford (Canada). Nel 2007 la Ferrero registra un fatturato consolidato di circa 6 miliardi di euro impiegando 20 400 dipendenti.
Nel 2009 il Reputation Institute di New York, dopo aver realizzato un’indagine in 32 Paesi e intervistato oltre 60.000 persone, ha concluso che i consumatori ritengono Ferrero il marchio più affidabile e con la miglior reputazione al mondo.
Sempre nel 2009, Ferrero apre un nuovo stabilimento a Walkerville, vicino a Johannesburg, in Sudafrica.
Il 18 aprile 2011 Pietro Ferrero, amministratore delegato in carica e figlio di Michele Ferrero, muore d'infarto in Sudafrica all'età di 47 anni. Alla guida dell'azienda rimane il fratello Giovanni, che da tempo condivideva il comando del gruppo con il fratello Pietro.
Nell’ottobre 2011 Ferrero ha inaugurato uno stabilimento in India, a Baramati, che occupa circa 1300 persone, di cui l’80% donne. Nel 2014 viene inaugurato nello stesso luogo il Pietro Ferrero Kindergarten, un centro per l’infanzia.
Sempre nel 2014 l'azienda, in collaborazione con PepsiCo, distribuisce in Italia le patatine Lay's. Quell'anno il fatturato consolidato del gruppo è di circa 8,4 miliardi di euro, in crescita del 3,9% rispetto all'anno precedente con risultati brillanti in Asia, Russia, Usa, Canada, Brasile, Messico e Turchia, mentre l'utile prima delle imposte si assesta a 907 milioni di euro (+14%). Nel mondo sono occupati oltre 21 900 dipendenti, con 74 società consolidate e con 38 compagnie operative per la vendita e 20 stabilimenti per la produzione di cui 3 ulteriori operanti nell'ambito delle Imprese Sociali. Otto di questi stabilimenti sono distribuiti in Europa e i rimanenti sette rispettivamente in Argentina, Australia, Brasile, Ecuador, Porto Rico, Canada e Stati Uniti. I prodotti Ferrero sono presenti direttamente o tramite distributori autorizzati in oltre 160 Paesi.
I progressi finanziari vengono confermati dalla classifica degli uomini più ricchi d'Italia secondo Forbes, pubblicata nel 2014: in essa Michele Ferrero e famiglia risultano essere al 1º posto in Italia e al 30º nel mondo.
Nel 2015 Ferrero supera il fatturato di Nestlè e diventa il terzo produttore al mondo di cioccolata. Nello stesso anno per la classifica Global Power of Consumer Products 2015 Ferrero risulta essere l'azienda italiana più importante nel mondo.
Dopo una lunga malattia, Michele Ferrero muore nel pomeriggio del 14 febbraio 2015 a Montecarlo all'età di 89 anni.
Qualche mese dopo viene chiusa la storica direzione commerciale di Pino Torinese e i dipendenti trasferiti ad Alba. Viene inoltre completato il decentramento della sede centrale e direzionale dall'Italia a Lussemburgo.

### Le acquisizioni
Nel giugno 2015 Ferrero rileva l'azienda inglese Thorntons e da quella data ne diventa titolare del brand e dei suoi prodotti. Nell'ottobre 2016 Gmbf Investments (una delle fiduciarie che controllano Ferrero International) rileva da United Biscuits (industria dolciaria inglese facente capo al gruppo alimentare turco Yıldız Holding) il marchio di biscotti Delacre; nel marzo 2017 viene annunciato che Lapo Civiletti diventerà il nuovo CEO esterno alla famiglia dal 1º settembre dello stesso anno. Giovanni Ferrero, CEO attuale, sarà Executive Chairman concentrandosi sulle scelte strategiche. Sempre nel marzo 2017, Ferrero International S.A. rileva per 107 milioni di euro dalla società americana Flowers Inc. la Fannie May Confections Brands Inc., società statunitense specializzata nel cioccolato premium e i relativi marchi controllati (tra cui Harry London). Pochi mesi più tardi il gruppo effettua una nuova acquisizione negli Stati Uniti: ad ottobre Pontiac Holdco Inc. (una sussidiaria americana di Cth Invest con sede in Delaware) rileva dalla società privata L. Catterton la Ferrara Candy Company Inc., terza società statunitense nel settore delle caramelle e delle gomme da masticare; la strategia è quella di entrare con forza nel mercato d'oltre Atlantico dove il gruppo genera appena il 6% dei ricavi. Nello stesso anno, Ferrero apre due centri di innovazione a Singapore e a New York, con l’obiettivo di rafforzare la posizione del gruppo nei settori della nutrizione, dei bisogni dei consumatori e della ricerca e sviluppo dei prodotti.
Il 16 gennaio 2018 Ferrero rileva le attività dolciarie di Nestlé negli Stati Uniti per 2,8 miliardi di dollari, acquisendo la titolarità sul mercato americano dei marchi Crunch, Butterfinger, BabyRuth, 100Grand, Raisinets, Wonka e altri, e i relativi stabilimenti di produzione situati a Bloomington, Franklin Park e Itasca, in Illinois. Nell'aprile 2019 acquisisce da Kellogg Company alcuni brand di biscotti e snack Kellogg nel mercato degli Stati Uniti (compresi 6 stabilimenti in Kentucky e 2 in Illinois) per 1,3 miliardi di dollari. Nel luglio 2019, attraverso la holding belga Cth, acquisisce per 300 milioni di dollari dal colosso americano Campbell Soup Co. la sua controllata danese Kelsen Group (e i suoi relativi 400 dipendenti) e la proprietà dei marchi Kelsen, Kjeldsen e Royal Dansk. Inoltre Cth Invest e le sue società controllate hanno rilevato alcune divisioni della compagnia dolciaria Fox’s Biscuits in Inghilterra e la compagnia di produzione gelati Ice Cream Factory Comaker in Spagna. Nel 2020 il gruppo Ferrero acquista tramite una società affiliata i biscotti a marchio Fox’s e il marchio Eat Natural del settore degli healthy snack. Nello stesso anno viene creata una subholding di Cth Invest, la Fine Biscuits Company (FBC) N.V. nella quale vengono conferite le partecipazioni delle compagnie precedentemente acquisite Delacre e Kelsen. All'inizio del 2021 è stata inoltre creata una sussidiaria di Fine Biscuits Company, The Fine Lab S.A.. Sempre nel 2021 Ferrero acquista tramite una società affiliata la Burton's Biscuit Company, celebre marchio di biscotti in UK. Nel 2022, il Gruppo Ferrero ha annunciato l’accordo per l’acquisizione di FULFIL Nutrition, azienda di barrette proteiche.
A dicembre 2022 il Gruppo Ferrero e Wells Enterprises annunciano un accordo per l'acquisizione da parte di Ferrero di Wells, delle sue attività e dei suoi marchi di gelati, che includono Blue Bunny, Blue Ribbon Classics, Bomb Pop e Halo Top. A febbraio 2023 Ferrero annuncia l’acquisizione di Fresystem, azienda italiana leader di mercato nel settore del frozen bakery. Sempre nel 2023, Ferrara Candy Company, una società affiliata al Gruppo Ferrero, ha acquisito Dori Alimentos, uno dei maggiori produttori e distributori di dolci e snack del Brasile e Jelly Belly Candy Company, fondata in Illinois nel 1898 e conosciuta in tutto il mondo per le caramelle gommose Jelly Belly.
Nel luglio 2025, Ferrero ha annunciato l’acquisizione della WK Kellogg Co. L’accordo, dal valore di circa 3,1 miliardi di dollari (23 dollari per azione), prevede il passaggio a Ferrero della produzione e distribuzione dei principali marchi di cereali per la colazione negli Stati Uniti, Canada e Caraibi, tra cui Corn Flakes, Froot Loops, Rice Krispies e Special K. L’operazione è stata approvata all’unanimità dai consigli di amministrazione e dovrebbe concludersi entro la fine del 2025, in subordine al via libera da parte degli azionisti.
| Tabella riassuntiva delle acquisizioni Ferrero | Tabella riassuntiva delle acquisizioni Ferrero | Tabella riassuntiva delle acquisizioni Ferrero | Tabella riassuntiva delle acquisizioni Ferrero |
| ANNO                                           | AZIENDA                                        | SETTORE                                        | PAESE                                          |
| ---------------------------------------------- | ---------------------------------------------- | ---------------------------------------------- | ---------------------------------------------- |
| 2014                                           | Findik                                         | Lavorazione e vendita nocciole                 | Turchia                                        |
| 2015                                           | Thorntons                                      | Dolci                                          | Regno Unito                                    |
| 2016                                           | Delacre                                        | Biscotti                                       | Belgio                                         |
| 2017                                           | Fannie May Confections Brands Inc.             | Cioccolato premium                             | Stati Uniti                                    |
| 2017                                           | Ferrara Candy Company Inc.                     | Caramelle e gomme da masticare                 | Stati Uniti                                    |
| 2018                                           | Attività dolciarie Nestlé USA                  | Dolci                                          | Stati Uniti                                    |
| 2019                                           | Brand di biscotti e snack Kellogg's USA        | Biscotti e snack                               | Stati Uniti                                    |
| 2019                                           | ICFC                                           | Gelati                                         | Spagna                                         |
| 2019                                           | Kelsen Group                                   | Biscotti                                       | Danimarca                                      |
| 2020                                           | Fox’s Biscuits                                 | Biscotti e snack                               | Regno Unito                                    |
| 2020                                           | Eat Natural                                    | Biscotti e snack                               | Regno Unito                                    |
| 2021                                           | Burton's Biscuit Company                       | Biscotti                                       | Regno Unito                                    |
| 2022                                           | FULFIL Nutrition                               | Barrette proteiche                             | Regno Unito                                    |
| 2023                                           | Wells Enterprises                              | Gelati                                         | Stati Uniti                                    |
| 2023                                           | Fresystem                                      | Prodotti da forno surgelati                    | Italia                                         |
| 2023                                           | Dori Alimentos                                 | Dolci e snack                                  | Brasile                                        |
| 2023                                           | Jelly Belly Candy Company                      | Caramelle gommose                              | Stati Uniti                                    |
| 2023                                           | Nutrisun                                       | Barrette snack                                 | Germania                                       |
| 2024                                           | Michelle et Augustin                           |                                                | Francia                                        |
| 2025                                           | WK Kellogg Co                                  | Cereali                                        | Stati Uniti                                    |

## Ferrero in Italia
Le attività di Ferrero in Italia sono organizzate sotto il controllo della holding Ferrero S.p.A., con sede ad Alba, che gestisce quattro società operanti in settori di business specifici: Ferrero Commerciale Italia S.r.l., attiva nell’ambito della distribuzione e della vendita di prodotti dolciari sul mercato italiano; Ferrero Industriale Italia S.r.l., attiva nella lavorazione e trasformazione di materie prime in prodotti finiti; Ferrero Management Services Italia S.r.l., operativa nei servizi di natura amministrativa, finanziaria, legale e di gestione del personale e Ferrero Technical Services S.r.l., società di servizi informatici e di ingegneria, sviluppo packaging e sistemi di produzione. Allo stesso modo di tutte le succursali operative mondiali del gruppo anche la filiale italiana Ferrero S.p.a. di Alba è controllata da Ferrero International. Ad agosto 2023 l’organico complessivo di Ferrero in Italia è di 7.698 unità.
Ferrero è presente in Italia con 6 stabilimenti produttivi: Alba, Pozzuolo Martesana, Balvano e Sant'Angelo dei Lombardi. Sempre ad Alba è attiva anche la Fondazione Piera, Pietro e Giovanni Ferrero, che promuove iniziative nel campo sociale, culturale ed umanitario.
Nel 2019 secondo uno studio condotto dall’Università LUISS e dai ricercatori Istat, l’azienda Ferrero ha distribuito nel sistema economico italiano circa 3 miliardi di euro, pari allo 0,2% del PIL nazionale dell’anno.
Nel 2023 Ferrero si è aggiudicata il primo posto nella classifica Italy Reputation Ranking per la miglior reputazione nel Paese stilata da The RepTack Company, precedendo altre aziende nazionali di spessore come Ferrari o Lavazza.

## Stabilimenti Ferrero in Italia e nel mondo
In tabella l’elenco in ordine cronologico degli stabilimenti di proprietà del Gruppo Ferrero:
| #  | Anno | Nazione               | Località                 |
| -- | ---- | --------------------- | ------------------------ |
| 1  | 1946 | Italia                | Alba                     |
| 2  | 1956 | Germania              | Stadtallendorf           |
| 3  | 1960 | Francia               | Villers-Écalles          |
| 4  | 1965 | Italia                | Pozzuolo Martesana       |
| 5  | 1974 | Australia             | Lithgow                  |
| 6  | 1975 | Irlanda               | Cork                     |
| 7  | 1975 | Ecuador               | Quito                    |
| 8  | 1985 | Italia                | Balvano                  |
| 9  | 1985 | Italia                | Sant'Angelo dei Lombardi |
| 10 | 1989 | Belgio                | Arlon                    |
| 11 | 1992 | Polonia               | Belsk Duzy               |
| 12 | 1992 | Paraguay              | La Pastora               |
| 13 | 1994 | Brasile               | Poços de Caldas          |
| 14 | 2005 | Cameroon              | Yaoundé                  |
| 15 | 2006 | Canada                | Brantford                |
| 16 | 2006 | Sudafrica             | Walkerville              |
| 17 | 2007 | India                 | Baramati                 |
| 18 | 2009 | Russia                | Vladimir                 |
| 19 | 2013 | Messico               | San José Iturbide        |
| 20 | 2013 | Turchia               | Magnesia                 |
| 21 | 2015 | Cina                  | Hangzhou                 |
| 22 | 2015 | Regno Unito           | Alfreton                 |
| 23 | 2017 | Stati Uniti d'America | North Canton             |
| 24 | 2018 | Stati Uniti d'America | Bloomington              |
| 25 | 2018 | Stati Uniti d'America | Franklin Park            |
| 26 | 2019 | Stati Uniti d'America | Louisville               |
| 27 | 2019 | Stati Uniti d'America | Florence                 |
| 28 | 2019 | Stati Uniti d'America | Augusta                  |
| 29 | 2019 | Stati Uniti d'America | Chicago                  |
| 30 | 2019 | Spagna                | Alzira                   |
| 31 | 2019 | Italia                | Castel d'Ario            |
| 32 | 2020 | Regno Unito           | Halstead                 |

## Struttura e controllo
Il gruppo è strutturato attraverso una lunghissima serie di società internazionali (in molti casi omonime), finanziarie e fiduciarie di controllo, le cui sedi principali sono situate in Lussemburgo, Antille Olandesi, Belgio, Montecarlo e Isole Vergini e subholding operative con 25 stabilimenti produttivi (secondo dati 2018). Le società operative fanno tutte riferimento a Ferrero International SA, holding generale del gruppo, con sede in Lussemburgo. La società non fornisce alcuna informazione ufficiale circa l'assetto azionario del gruppo e la ripartizione delle quote tra i membri della famiglia (e l'eventuale presenza di altri azionisti). In un’interrogazione parlamentare del 1985 relativa alla vicenda SME—Buitoni (nella quale la Ferrero aveva presentato una controproposta d’acquisto insieme a Barilla e Fininvest tramite la cordata denominata IAR) circa l’assetto azionario e l’origine estera dei capitali del gruppo, si menzionava come la proponente Ferrero S.p.A., all’epoca controllata dalla subholding italiana P. Ferrero & C. S.p.A. (la quale verrà poi successivamente fusa e incorporata nella stessa Ferrero S.p.A.), risultasse indirettamente controllata di fatto dalla fiduciaria olandese Bridport Investment BV all'incirca per l'80% del capitale.
Nel 1966 viene costituita in Belgio Intercandy N.V., prima holding di controllo estera del gruppo, alla quale poi seguirà (secondo una prassi del gruppo di replicare società con la stessa denominazione da una nazione all’altra) una Intercandy B.V. con sede a Curacao nelle Antille Olandesi, che (secondo dati dell’epoca) nel 1987 controllava il 43% del capitale di Ferrero International. Nel 1992 Intercandy B.V. viene poi trasformata in Ferrero International B.V., società con sede in Olanda, la quale a sua volta viene spostata in Lussemburgo nel settembre 1997 quando con un atto notarile viene costituita l'attuale Ferrero International S.A.: i fondatori della società sono la Banque Internationale à Luxembourg S.A. (BIL) e la fiduciaria lussemburghese Lirepa S.A., le quali tramite due loro rappresentanti creano la nuova holding di controllo del gruppo conferendo l'82,92% del capitale della vecchia omonima Ferrero International B.V. olandese insieme al 100% di un'altra società, la Pekurmo Investeringsmaatschappij B.V., anche questa con sede in Olanda; subito dopo la neocostituita Ferrero International S.A. lussemburghese rileva la residua quota del 17,08% di Ferrero International B.V. detenuto da BIL. Nel 2020 il 74,99% del capitale di Ferrero International risultava controllato in modo indiretto da tre fiduciarie anch'esse con sede in Lussemburgo: Bermic S.A.R.L. (per il 49% delle quote), Gmbf Investments S.A.R.L. (per il 6%) e Hamilton Management Co S.A.R.L. (per il 19,99%: in particolare quest’ultima partecipazione è posseduta in nuda proprietà, il che implica che la quota sia nelle disponibilità del fiduciario, Giovanni Ferrero o altri, ma l'usufrutto spetti a soggetti terzi) attraverso Schenkenberg S.A. che a sua volta detiene l’intero capitale di Ferrero International (la quale ne è perciò subholding); le residue quote di Schenkenberg sono intestate per il 18% alla fiduciaria Holding-Back S.A. ed il rimanente 7% risulta di proprietà sconosciuta. Schenkenberg S.A., società con sede in Lussemburgo ma originariamente creata nelle Antille Olandesi nel 1977 come Erem 18 N.V., è perciò di fatto la holding madre che controlla tutte le 104 società operative del gruppo Ferrero con sede in tutto il mondo (compresa la Ferrero S.p.A. italiana).
Nel 2020 la Holding-Back S.A. è stata fusa e incorporata in Schenkenberg. Un riassetto societario del 2022 ha portato all’incorporazione di Hamilton Management in Gmbf Investments, che adesso controlla il 26,7 delle quote di Schenkenberg, mentre un’altra fiduciaria, la M2j Holding S.A.R.L. (che ha sede sia in Lussemburgo che a Montecarlo e che è interamente controllata dalla Blue-Lory Ltd, fiduciaria con sede nelle Isole Vergini, la quale era una degli ex-azionisti di Holding-Back) detiene adesso circa il 17% del capitale azionario di Schenkenberg. Blue-Lory Ltd ha sede e domicilio legale presso il trust Citco B.V.I. Limited, anche esso con sede nelle Isole Vergini, che ne è in pratica il controllore; insieme a Blue-Lory sono domiciliate presso Citco BVI Ltd. una serie di fiduciarie, tra cui una Holding-Back Ltd.(omonima di Holding-Back S.A. con sede in Lussemburgo) e LiveLongLife Ltd. in qualche modo coinvolte (direttamente o no) nella proprietà del capitale azionario di Schenkenberg (o delle sue controllanti). In sostanza il trust Citco Ltd. rappresenta la parte di azionariato di controllo del gruppo con sede nelle Isole Vergini e quello che prima veniva ricondotto alla Holding-Back. Nel dicembre 2024, Bermic ha incorporato Gmbf Investments (rilevandone quindi la partecipazione del 26.7% detenuta da quest'ultima in Schenkenberg e portando perciò la sua quota nella holding al 75.7% circa). Il 24 febbraio 2025, un'assemblea straordinaria della società tenutasi nela sede di Senningerberg in Lussemburgo ha deliberato il mutamento di ragione sociale di Bermic S.A.R.L. in 3F's Holding S.A.
Ferrero International ha sede legale, domicilio fiscale e amministrativo a Findel di Sandweiler in Lussemburgo, dove nel dicembre 2019 è stata inaugurata la nuova sede centrale e quartier generale mondiale del Gruppo. La cassaforte di famiglia Fedesa ha invece sede a Montecarlo. Inoltre in Lussemburgo è presente anche la Teseo Capital Sicav Sif S.A., una finanziaria di investimento capitali riconducibile al gruppo, controllata dalla fiduciaria CDM International Holding S.C.S. (società anch'essa lussemburghese, ma originariamente fondata nelle Isole Vergini Britanniche).
In Belgio hanno invece sede la CTH Invest S.A., una holding di partecipazioni del gruppo considerata una Ferrero parallela controllata dalla finanziaria Hadrian Finco Ltd con sede nel Regno Unito, e la FFH Holding, una finanziaria utilizzata dal gruppo per le acquisizioni fuori dall'Europa. Tutte queste entità sono coinvolte nella gestione e nel controllo della Ferrero. Costituita nel 2016 in uno studio notarile di Bruxelles da Gmbf Investment S.à.r.l. e Giovanni Ferrero sotto la supervisione commissariale di un'altra entità, la Peter Bogaert BV BVBA, CTH Invest all'inizio del 2021 ha assorbito e incorporato la CDM International. Nel 2022 Cth Invest risulta detenere il 100% del capitale di Fine Biscuits Company (FBC) N.V., subholding con sede in Belgio che a sua volta controlla il 100% del capitale di Biscuits Delacre N.V., The Fine Lab N.V. (anche esse società belghe) e Kelsen Group A/S (società con sede in Danimarca), il 100% di Teseo S.A. e Kay Capital S.a.r.l. (sede in Lussemburgo), e la quasi totalità del capitale azionario di FFH Holding S.A. che a sua volta controlla interamente la Pontiac Holdco Inc. (sede in USA); le quote rimanenti di FFH Holding S.A. appartengono a Gmbf Investments S.a.r.l. che è contemporaneamente azionista anche di Schenkenberg, particolare questo che rende FFH l’anello di congiunzione tra le due Ferrero (ossia quella di Schenkenberg/Ferrero International e quella di Cth Invest).

## Azionariato
- Ferrero International S.A. (LUX), controllata al 100% da Schenkenberg S.A.
- Schenkenberg S.A. (LUX)
  - 3F's Investments S.A. (ex Bermic S.A.R.L. + GMBF Investment S.A.R.L.) 75,7%
  - M2j Holding S.A.R.L. 17%
  - (azionisti sconosciuti) 8%
- CTH Invest S.A. (BEL), controllata al 100% da Hadrian Finco Ltd.

## Dati economici
- Nel 2018 il bilancio generale di gruppo di Ferrero International ha riportato un fatturato pari a € 10,7 miliardi; l'utile netto è stato di € 736,4 milioni.[110][111]
- Nel 2019 Ferrero International ha realizzato utili per 928 milioni di €.[112]
- Nel 2020 il fatturato ha raggiunto 12,3 miliardi di €.[113][114]
- Nel 2021 il fatturato è cresciuto del 3,4%, arrivando a 12,7 miliardi di euro.[115]
- Nel 2022 il fatturato consolidato è cresciuto del 10,4% rispetto all'anno precedente, arrivando a 14 miliardi di euro: negli ultimi 10 anni, dal 2012 in poi, il fatturato dell’azienda risulta quasi raddoppiato.[116]
- Nel 2023 il fatturato consolidato è cresciuto del 20,7% rispetto all'anno precedente, arrivando a 17 miliardi di euro.[117]
- Nel 2024 il fatturato consolidato è cresciuto del 8,9% rispetto all'anno precedente, arrivando a 18,4 miliardi di euro.[118]

## Produzione
Elenco delle principali linee di produzione Ferrero dal 1958 ai giorni nostri:
- Mon Chéri (1958), pralina di cioccolato con un cuore di ciliegia affogata nel liquore.
- Nutella (1964), crema alla nocciola, prodotto di punta della Ferrero e crema spalmabile più venduta al mondo.
- Duplo (1964), cialda di wafer ripiena di crema al cioccolato e nocciole intere.
- Pocket Coffee (1968), pralina di cioccolato al latte ripieno di caffè zuccherato.
- Kinder Cioccolato (1968), barretta di cioccolato al latte, primo prodotto del marchio Kinder.
- Tic Tac (1969), linea di caramelle alla frutta di vari gusti.
- Fiesta (1971), inizialmente lanciata negli anni sessanta come una torta di cioccolato da tagliare a fette; poi trasformata in merendina tradizionale in tre gusti: curaçao, tutti frutti e mandorla.
- Estathé (1972), linea di tè freddo.
- Kinder Sorpresa (1974), ovetto di cioccolato al latte contenente una piccola sorpresa racchiusa in una capsula di plastica.
- Kinder Brioss (1975), merendina di pan di Spagna farcita con doppio strato di crema al latte.
- Kinder Cereali (1976), barretta di cioccolato ai cereali.
- Kinder Colazione più (1981), merendina di pan di Spagna al gusto di cacao con cereali.
- Ferrero Rocher (1982), pralina con nocciola intera, crema di nocciola e crema gianduia e granella di nocciola.
- Kinder Délice (1985), merenda composta da pan di Spagna e farcitura al latte.
- Tronky (1987), dolce composto da una cialda di wafer ripiena di crema al cioccolato e nocciole.
- Kinder Fetta al Latte (1990), merendina di pan di Spagna e crema al latte.
- Kinder Bueno (1991), barrette di wafer ripieno di crema alla nocciola e ricoperto di cioccolato al latte.
- Kinder Pinguì (1992), dolce semifreddo ricoperto al cioccolato composto da pan di Spagna al cacao, ripieno di due strati di crema al latte.
- Kinder Paradiso (1994), merendina di pan di Spagna farcita con una crema al latte aromatizzata al limone.
- Ferrero Küsschen (1998), cioccolatino con cuore di nocciola.
- Raffaello (1998), pralina composta da una mandorla circondata da crema e avvolta in un guscio di wafer al cocco.
- Nutella & Go (1998), snack composto da Nutella e biscotti salati.
- Kinder Merendero (2001), snack formato dalla crema di cacao con una glassa al latte, in cui sono immerse due palline meringate al cioccolato.
- Kinder Happy Hippo (2003), snack ripieno al latte e cacao in wafer. Inizialmente ritirato dal mercato italiano nel 2013,è ritornato prima come limited-edition per l'estate 2021 e poi rimesso sul mercato dal 2022
- Nutella Snack & Drink (2004), snack composto da Nutella, biscotti salati ed Estathé.
- Opera mini (2004), praline di cioccolato extra fondente con ripieno liquido al cognac.
- Gran Soleil (2006), sorbetti prodotti nei gusti di limone, mandarino, caffè, cioccolato, mirtillo, ananas, vaniglia. È stato ritirato dal mercato nel 2014.
- Pocket Espresso to go (2008), cioccolata liquida al caffè, versione estiva del Pocket Coffee.
- Ferrero Garden, Ferrero Rondnoir (2008), confezioni assortite di cioccolatini.
- Nutella B-Ready (2014), cialda di pane ripiena di Nutella.
- Kinder Cards (2017), doppia crema (Kinder e cioccolato) contenuta in due cialde al cacao e al latte.
- Tic Tac gum (2017), variante delle tic tac sotto forma di gomme da masticare.
- Kinder fetta allo yogurt (2018), merendina di pan di Spagna e cuore di yogurt.
- Nutella Biscuits (2019), biscotto con farina di frumento, zucchero di canna, miele e farcito di Nutella.
- Kinder Plumcake (2020), plumcake con un impasto preparato con yogurt alla greca o al cacao e gocce di cioccolato.
- Ferrero Rocher Gelato (2021), gelato al gusto di nocciola con una copertura di cioccolato croccante e granella di nocciole tostate.
- Raffaello Gelato (2021), gelato al gusto cocco con una copertura bianca con mandorle croccanti e scaglie di cocco.
- Estathé Ice (2021), ghiaccioli Estathé ai gusti limone, pesca e menta lime.
- Tavolette Ferrero Rocher e Raffaello (2021), tavolette di cioccolato Ferrero Rocher al latte, fondente e bianco e tavoletta Raffaello.
- Kinder Kornetti (2022), croissant dal doppio impasto ripieno di farcitura al cioccolato o pesca e albicocca.
- Pocket Coffee Gelato (2022), gelato al caffè con guscio di cioccolato al latte, ricoperto di granella al caffè.
- Kinder Chocolate Ice Cream (2023), stecco dalla doppia copertura bianca e di cioccolato al latte, ripiena di gelato al latte.
- Ferrero Rocher Gelato Triple Experience Caramello (2023), gelato alla nocciola con salsa al caramello ricoperto di cioccolato al latte con nocciole.
- Raffaello Gelato Triple Experience Lampone (2023), gelato al gusto cocco con salsa ai frutti di bosco e una copertura bianca con granella al lampone.
- Ferrero Rondnoir Gelato (2023), gelato al cacao con copertura di cioccolato fondente e scaglie di cacao Rondnoir.
- Kinder Kinderini (2023), biscotti frollini al latte e cacao con piccoli decori alla crema.
- Nutella Croissant (2024), croissant ripieni di Nutella disponibili in commercio nella duplice versione: ambient già pronti al consumo e frozen nel banco dei surgelati.
- Nutella Ice Cream Pot (2024), barattolo di gelato alla nocciola variegato alla Nutella e racchiuso in tre strati di Nutella.
- Nutella Plant Based (2024), con ingredienti di origine vegetale in alternativa al latte.

## Marchi
Elenco dei principali marchi di produzione nazionali e internazionali soggetti al controllo dell’azienda Ferrero:
- 100Grand
- Baby Ruth
- Black Forest
- Blue Bunny
- Blue Ribbon Classics
- Bomb Pop
- Brach's
- Butterfinger
- Confetteria Raffaello
- Cristallina
- Crunch
- Estathé
- Famous Amos
- Fannie May
- Ferrara Candy Company
- Ferrero Rocher
- Halo Top
- Harry London
- Keebler
- Kinder
- Laffy Taffy
- Little Brownie Bakers
- Mon Cheri
- Mother's
- Murray
- Nerds
- Nutella
- Pocket Coffee
- Raisinets
- SweeTarts
- tic tac
- Trolli
- WK Kellogg Co
- Wonka

## Albero genealogico della famiglia
|            |            |                                  |                                  |                                          |                                   |                                     |                                     |                             |          |
|            |            |                                  |                                  |                                          | FERRERO                           |                                     |                                     |                             |          |
|            |            |                                  |                                  |                                          |                                   |                                     |                                     |                             |          |
|            |            |                                  |                                  |                                          |                                   |                                     |                                     |                             |          |
|            |            |                                  |                                  |                                          | Michele 1856 ⚭ Clara Devalle      |                                     |                                     |                             |          |
|            |            |                                  |                                  |                                          |                                   |                                     |                                     |                             |          |
|            |            |                                  |                                  |                                          |                                   |                                     |                                     |                             |          |
|            |            |                                  |                                  | Pietro 1898-1949 ⚭ Piera Cillario        | Pietro 1898-1949 ⚭ Piera Cillario | Giovanni 1905-1957 ⚭ Ottavia Amerio | Giovanni 1905-1957 ⚭ Ottavia Amerio |                             |          |
|            |            |                                  |                                  |                                          |                                   |                                     |                                     |                             |          |
|            |            |                                  |                                  |                                          |                                   |                                     |                                     |                             |          |
|            |            |                                  |                                  | Michele 1925-2015 ⚭ Maria Franca Fissolo |                                   |                                     |                                     |                             |          |
|            |            |                                  |                                  |                                          |                                   |                                     |                                     |                             |          |
|            |            |                                  |                                  |                                          |                                   |                                     |                                     |                             |          |
|            |            | Pietro 1963-2011 ⚭ Luisa Strumia | Pietro 1963-2011 ⚭ Luisa Strumia |                                          |                                   |                                     | Giovanni 1964 ⚭ Paola Rossi         | Giovanni 1964 ⚭ Paola Rossi |          |
|            |            |                                  |                                  |                                          |                                   |                                     |                                     |                             |          |
|            |            |                                  |                                  |                                          |                                   |                                     |                                     |                             |          |
| Marie Eder | Marie Eder | Michael                          | Michael                          | John                                     | John                              | Michele                             | Michele                             | Bernardo                    | Bernardo |

## Le iniziative sociali e ambientali
Ferrero ha implementato diverse politiche di welfare nei confronti dei dipendenti: dagli autobus messi a disposizione fin dagli anni ‘60 per portare a lavoro i dipendenti, ai premi di produzione, ai centri ricreativi per bambini e anziani, oltre a formazione e assistenza.
Nel 2006 il Gruppo Ferrero dà vita al progetto di CSR Kinder+Sport, successivamente rinominato Kinder Joy of moving, uno dei pilastri della propria Responsabilità Sociale d'impresa, con l’obiettivo di promuovere la pratica sportiva tra le giovani generazioni a livello globale.
Nel 2018 il gruppo Ferrero si è fatto promotore di un progetto di studio sulle abitudini alimentari dei bambini coordinato insieme all'Istituto Weizmann di Israele e supportato dall'Università Federico II di Napoli denominato CAPRII (Children Alimentary Personalized Research Italy Israel); l'iniziativa prevede il monitoraggio costante su glicemia e microbiota intestinale dei ragazzi per ricavare un algoritmo che consenta di costruire l'alimentazione su misura.
Al 31 agosto 2022 18 stabilimenti Ferrero erano alimentati al 100% da energia elettrica proveniente da fonti certificate rinnovabili. Sempre al 2022, circa l’89% del packaging Ferrero era già riciclabile, riutilizzabile o compostabile.

## Fondazione Ferrero
Nel 1983 nasce la Fondazione Ferrero con il nome di Opera Sociale dall'idea di Michele Ferrero e sua moglie Maria Franca Fissolo. Lo scopo è quello di raccogliere e mantenere saldi legami tra l'azienda, i suoi dipendenti e chi ha lasciato l'azienda raggiungendo l'età della pensione. La Fondazione si propone come ente culturale e sociale: all’interno della sede si trovano i laboratori, un auditorium, uno spazio espositivo per ospitare le mostre, una galleria fotografica con la storia aziendale, un centro di documentazione dedicato a Beppe Fenoglio, una palestra attrezzata per la pre-abilitazione chirurgica e, nella stessa area, l’asilo nido e la scuola dell’infanzia. La Fondazione eroga inoltre, ogni anno, borse di studio nazionali ed internazionali destinate ai figli dei dipendenti e degli ex-dipendenti Ferrero, e sostiene ricerche scientifiche e dottorati di ricerca. Nel 1991 la fondazione viene riconosciuta come persona giuridica, ovvero, al tempo, Ente Morale.

## Controversie
All'inizio del 2020 la deputata laburista britannica Rachel Reeves ha apertamente accusato la multinazionale di frodare il fisco del Regno Unito, evidenziando come la divisione inglese del gruppo, a fronte di 419 milioni di £ di fatturato realizzato nell'ultimo anno (pari a 500 milioni di €), abbia versato nelle casse dell'erario britannico appena 110.000 € (e complessivamente 600.000 € negli ultimi dieci anni). Secondo alcuni analisti fiscali che hanno esaminato il caso, Ferrero International utilizzerebbe lo stratagemma di spostare gli utili realizzati dalle sue varie filiali mondiali dalla nazione di origine al Lussemburgo, da dove i proventi sarebbero poi spostati nel Principato di Monaco, Stato in cui è situata Fedesa, la cassaforte del gruppo, dove non esistono imposte sul reddito.